# كيفن غلين
كيفن غلين (بالإنجليزية: Kevin Glenn)‏ هو لاعب كرة القدم الكندية أمريكي، ولد في 12 يونيو 1979 في ديترويت في الولايات المتحدة.

## وصلات خارجية
- الموقع الرسمي